# Eptatretus stoutii
Eptatretus stoutii (Lockington, 1878) è una specie di missiniforme diffuso nelle acque dell'Oceano Pacifico.

## Descrizione
E. stoutii ha un corpo affusolato simile a quello delle anguille anche se non è strettamente imparentato a queste ultime. La lunghezza massima mai registrata è di 63 cm; anche se normalmente misurano sui 42 cm. La colorazione è marrone scura, manca di pinne vere e proprie e possiede (come tutti gli agnati) una bocca sprovvista di mandibole.

## Distribuzione e habitat
Questa specie è riscontrabile nel Pacifico nord-orientale dal Messico al Canada. Abita a 16-966 m di profondità su fondali di limo e argilla della piattaforma continentale. Pare che sia comune lungo tutto il suo areale.

## Biologia
Si ciba di cefalopodi e altri invertebrati sul fondale, ma anche di carcasse di pesci ossei, squali, uccelli e balene. Le uova di questa specie vengono fertilizzate in seguito alla deposizione da parte della femmina, la quale depone normalmente circa 28 uova di 5 mm di diametro.